# Saint-Denis-du-Payré
Pour les articles homonymes, voir Saint-Denis et Payre (homonymie).
Saint-Denis-du-Payré est une commune du Centre-Ouest de la France, située dans le département de la Vendée en région Pays de la Loire.

## Géographie
Le territoire municipal de Saint-Denis-du-Payré s'étend sur 1 631 hectares. L'altitude moyenne de la commune est de 8 mètres, avec des niveaux fluctuant entre 1 et 29 mètres,.
La commune est située dans le sud de la Vendée, à mi-chemin entre La Roche-sur-Yon et La Rochelle (à 40~50 km de chaque).
|                       | Lairoux              | Chasnais               |
| Saint-Benoist-sur-Mer | Saint-Denis-du-Payré | Triaize                |
| Grues                 |                      | Saint-Michel-en-l'Herm |

### Climat
Pour des articles plus généraux, voir Climat des Pays de la Loire et Climat de la Vendée.
En 2010, le climat de la commune est de type climat océanique franc, selon une étude du CNRS s'appuyant sur une série de données couvrant la période 1971-2000. En 2020, Météo-France publie une typologie des climats de la France métropolitaine dans laquelle la commune est exposée à un climat océanique et est dans la région climatique  Bretagne orientale et méridionale, Pays nantais, Vendée, caractérisée par une faible pluviométrie en été et une bonne insolation. 
Pour la période 1971-2000, la température annuelle moyenne est de 12,4 °C, avec une amplitude thermique annuelle de 13,7 °C. Le cumul annuel moyen de précipitations est de 783 mm, avec 12,3 jours de précipitations en janvier et 6,3 jours en juillet. Pour la période 1991-2020, la température moyenne annuelle observée sur la station météorologique de Météo-France la plus proche, sur la commune d'Angles à 11 km à vol d'oiseau, est de 13,2 °C et le cumul annuel moyen de précipitations est de 869,3 mm,. Pour l'avenir, les paramètres climatiques de la commune estimés pour 2050 selon différents scénarios d'émission de gaz à effet de serre sont consultables sur un site dédié publié par Météo-France en novembre 2022.

## Urbanisme

### Typologie
Au 1er janvier 2024, Saint-Denis-du-Payré est catégorisée commune rurale à habitat dispersé, selon la nouvelle grille communale de densité à sept niveaux définie par l'Insee en 2022.
Elle est située hors unité urbaine. Par ailleurs la commune fait partie de l'aire d'attraction de Luçon, dont elle est une commune de la couronne,. Cette aire, qui regroupe 13 communes, est catégorisée dans les aires de moins de 50 000 habitants,.

### Occupation des sols
L'occupation des sols de la commune, telle qu'elle ressort de la base de données européenne d’occupation biophysique des sols Corine Land Cover (CLC), est marquée par l'importance des territoires agricoles (89,7 % en 2018), une proportion identique à celle de 1990 (89,7 %). La répartition détaillée en 2018 est la suivante : 
prairies (58 %), terres arables (17,2 %), zones agricoles hétérogènes (14,5 %), forêts (6,1 %), zones urbanisées (4,2 %). L'évolution de l’occupation des sols de la commune et de ses infrastructures peut être observée sur les différentes représentations cartographiques du territoire : la carte de Cassini (XVIIIe siècle), la carte d'état-major (1820-1866) et les cartes ou photos aériennes de l'IGN pour la période actuelle (1950 à aujourd'hui).

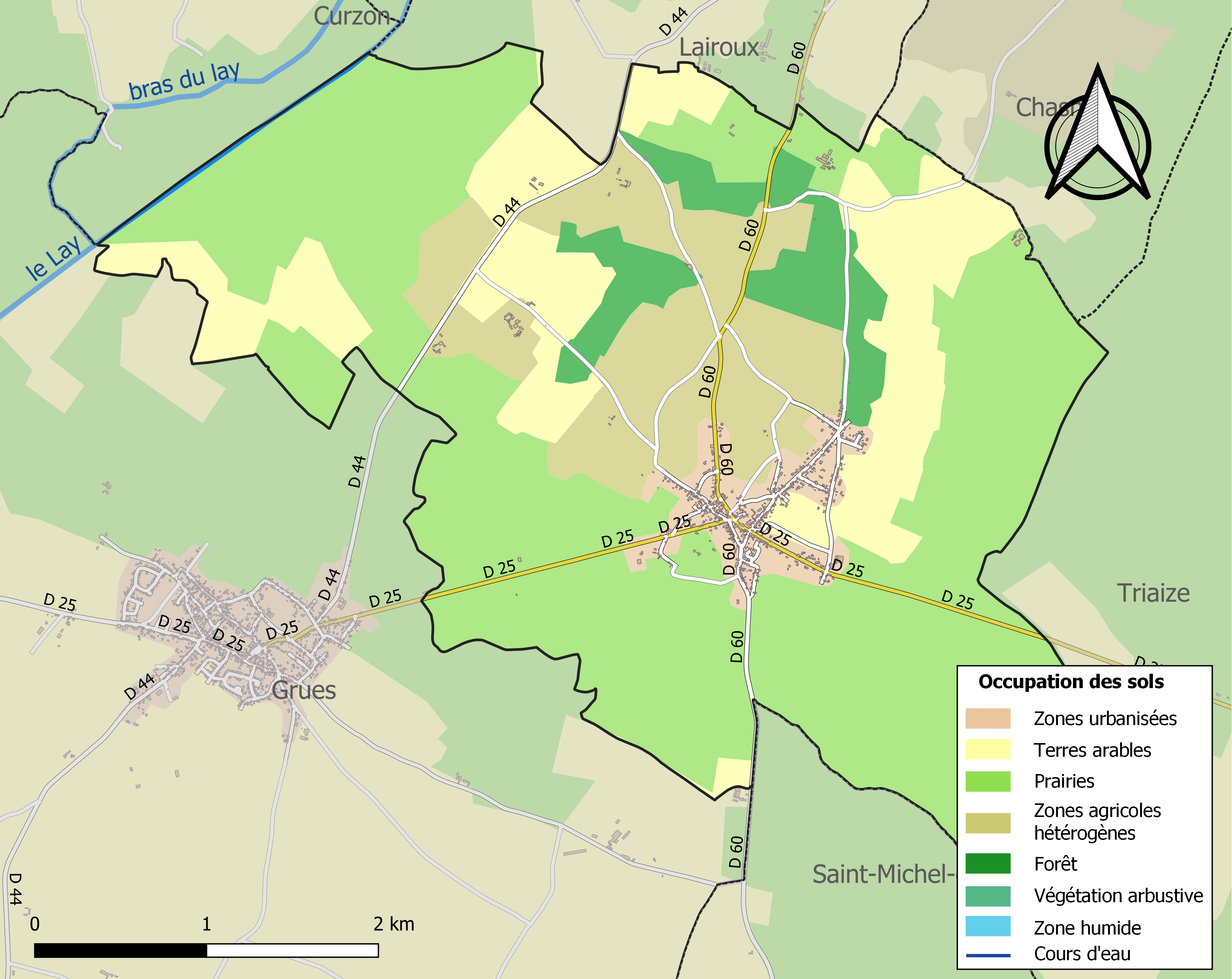
Carte des infrastructures et de l'occupation des sols de la commune en 2018 (CLC).

## Histoire
Des fortifications ont existé au niveau du Guy, sur la route de Lairoux. Il y a probablement eu des fortifications antiques et surtout une motte castrale au Moyen Âge, car à une époque où les raids vikings étaient très fréquents et subits, l'embouchure du Lay se devait d’être protégée : d'un côté à Moricq et de l'autre au Guy (Guy viendrait de « Gué » qui signifierait qu'un poste de surveillance y était établi). Ces deux châteaux fonctionnaient presque en « duplex », ce que l'un ne voyait pas l'autre le signalait, et on peut imaginer une communication par signaux lumineux ou par tissus voyants.
Actuellement existe au Guy le « château de Guy » qui est une petite métairie construite sur des soubassements du XVe siècle. Une tour ronde subsiste accolée aux autres bâtiments, peut-être un vestige du XVe siècle. Vu du ciel, le site a une forme de rectangle irrégulier, ce qui ressemble beaucoup au style de châteaux forts construits à partir du XIIIe siècle appelé style « philippien », c'est-à-dire une enceinte quadrangulaire avec une tour cylindrique à chaque angle, dont une plus grosse et plus haute faisant office de donjon (tour-maîtresse) ainsi qu'un châtelet d'entrée fortifiant la porte accessible par un pont levis enjambant un fossé. On peut ainsi avoir une petite idée de la forme du château.

## Politique et administration

### Liste des maires
| Période                                  | Période              | Identité         | Étiquette | Qualité                                                        |
| ---------------------------------------- | -------------------- | ---------------- | --------- | -------------------------------------------------------------- |
| Les données manquantes sont à compléter. |                      |                  |           |                                                                |
| mai 1900                                 | février 1934 (décès) | Marcel Reverseau |           | Notaire                                                        |
| 1934                                     | mai 1935             | Ferdinand Sagot  |           |                                                                |
| mai 1935                                 | octobre 1947         | Camille Varenne  |           |                                                                |
| octobre 1947                             | mars 1965            | Joseph Faivre    |           |                                                                |
| mars 1965                                | mars 1983            | Camille Guignet  |           | Agriculteur                                                    |
| mars 1983                                | mars 1989            | Pierre Pignon    |           | Premier adjoint au maire (1977 → 1983)                         |
| mars 1989                                | juin 1995            | Raymond Pingault | PCF       | Technicien PTT retraité, ancien adjoint au maire               |
| juin 1995                                | mai 2020             | Jean Étienne,    | DVG       | Chef d'entreprise retraité Chevalier de la Légion d'honneur    |
| mai 2020                                 | En cours             | Gaëlle Fleury    |           | Retraitée de l'Éducation nationale, ancienne adjointe au maire |

## Population et société

### Démographie

#### Évolution démographique
L'évolution du nombre d'habitants est connue à travers les recensements de la population effectués dans la commune depuis 1793. Pour les communes de moins de 10 000 habitants, une enquête de recensement portant sur toute la population est réalisée tous les cinq ans, les populations de référence des années intermédiaires étant quant à elles estimées par interpolation ou extrapolation. Pour la commune, le premier recensement exhaustif entrant dans le cadre du nouveau dispositif a été réalisé en 2008.

En 2022, la commune comptait 413 habitants, en évolution de +7,55 % par rapport à 2016 (Vendée : +5,33 %, France hors Mayotte : +2,11 %).
| 1793 | 1800 | 1806 | 1821 | 1831 | 1836 | 1841 | 1846 | 1851 |
| ---- | ---- | ---- | ---- | ---- | ---- | ---- | ---- | ---- |
| 395  | 308  | 439  | 520  | 581  | 588  | 592  | 630  | 573  |

| 1856 | 1861 | 1866 | 1872 | 1876 | 1881 | 1886 | 1891 | 1896 |
| ---- | ---- | ---- | ---- | ---- | ---- | ---- | ---- | ---- |
| 652  | 690  | 668  | 635  | 646  | 662  | 662  | 700  | 673  |

| 1901 | 1906 | 1911 | 1921 | 1926 | 1931 | 1936 | 1946 | 1954 |
| ---- | ---- | ---- | ---- | ---- | ---- | ---- | ---- | ---- |
| 700  | 763  | 653  | 598  | 571  | 541  | 502  | 460  | 465  |

| 1962 | 1968 | 1975 | 1982 | 1990 | 1999 | 2006 | 2008 | 2013 |
| ---- | ---- | ---- | ---- | ---- | ---- | ---- | ---- | ---- |
| 474  | 440  | 406  | 379  | 387  | 338  | 361  | 367  | 381  |

| 2018 | 2022 | - | - | - | - | - | - | - |
| ---- | ---- | - | - | - | - | - | - | - |
| 385  | 413  | - | - | - | - | - | - | - |

#### Pyramide des âges
La population de la commune est relativement âgée.
En 2018, le taux de personnes d'un âge inférieur à 30 ans s'élève à 19,7 %, soit en dessous de la moyenne départementale (31,6 %). À l'inverse, le taux de personnes d'âge supérieur à 60 ans est de 47,0 % la même année, alors qu'il est de 31,0 % au niveau départemental.
En 2018, la commune comptait 182 hommes pour 203 femmes, soit un taux de 52,73 % de femmes, légèrement supérieur au taux départemental (51,16 %).
Les pyramides des âges de la commune et du département s'établissent comme suit.
| Hommes | Classe d’âge | Femmes |
| ------ | ------------ | ------ |
| 0,5    | 90 ou +      | 0,0    |
| 11,5   | 75-89 ans    | 18,2   |
| 33,0   | 60-74 ans    | 30,5   |
| 21,4   | 45-59 ans    | 19,7   |
| 17,0   | 30-44 ans    | 8,9    |
| 7,7    | 15-29 ans    | 7,9    |
| 8,8    | 0-14 ans     | 14,8   |

| Hommes | Classe d’âge | Femmes |
| ------ | ------------ | ------ |
| 0,8    | 90 ou +      | 2,2    |
| 8,7    | 75-89 ans    | 11,1   |
| 20,3   | 60-74 ans    | 21,3   |
| 20     | 45-59 ans    | 19,4   |
| 17,5   | 30-44 ans    | 16,8   |
| 15     | 15-29 ans    | 13,2   |
| 17,7   | 0-14 ans     | 16,1   |

## Lieux et monuments
- Église Saint-Denis du XIIe siècle inscrite à l'inventaire des Monuments historiques en raison de l'intérêt archéologique de son architecture et de la sculpture de ses chapiteaux.

## Sites naturels
- Réserve naturelle nationale Michel-Brosselin, qui protège 207 hectares de prairies humides naturelles.